# ماگنوس ساوگستروپ
ماگنوس ساوگستروپ (دانمارکی: Magnus Saugstrup؛ زادهٔ ۱۲ ژوئیهٔ ۱۹۹۶) بازیکن هندبال اهل دانمارک است.